# 斎藤利澄
斎藤 利澄（さいとう としずみ、生年不詳 - 永禄3年5月19日（1560年6月12日））は、戦国時代の武将。通称掃部介。

## 略歴
永禄年間の人で今川義元の家臣。永禄3年（1560年）5月19日、桶狭間の戦いで今川軍本隊に参陣し、同日織田隊の攻撃を受け討死した。
今川家の家老職、斎藤家の末流であり、『今川記』を記した斎藤道斎とは遠縁だと思われる 。